# Eiskunstlauf-Europameisterschaften 1983
Die 75. Eiskunstlauf-Europameisterschaften 1983 fanden vom 1. bis 6. Februar 1983 in Dortmund statt.

## Ergebnisse

### Herren
| Platz | Sportler               | Land                   |
| ----- | ---------------------- | ---------------------- |
| 1     | Norbert Schramm        | BR Deutschland         |
| 2     | Jozef Sabovčík         | Tschechoslowakei       |
| 3     | Alexander Fadejew      | Sowjetunion            |
| 4     | Heiko Fischer          | BR Deutschland         |
| 5     | Wladimir Kotin         | Sowjetunion            |
| 6     | Jean-Christophe Simond | Frankreich             |
| 7     | Rudi Cerne             | BR Deutschland         |
| 8     | Grzegorz Filipowski    | Polen                  |
| 9     | Laurent Depouilly      | Frankreich             |
| 10    | Fernand Fédronic       | Frankreich             |
| 11    | Lars Åkesson           | Schweden               |
| 12    | Falko Kirsten          | DDR                    |
| 13    | Thomas Hlavik          | Österreich             |
| 14    | Miljan Begović         | Jugoslawien            |
| 15    | Mark Pepperday         | Vereinigtes Königreich |
| 16    | Richard Furrer         | Schweiz                |
| 17    | Bruno del Maestro      | Italien                |
| 18    | Petr Barna             | Tschechoslowakei       |
| 19    | Todd Sand              | Dänemark               |
| 20    | András Száraz          | Ungarn                 |
| 21    | Fernando Soria         | Spanien                |

### Damen
| Platz | Sportlerin         | Land                   |
| ----- | ------------------ | ---------------------- |
| 1     | Katarina Witt      | DDR                    |
| 2     | Jelena Wodoresova  | Sowjetunion            |
| 3     | Claudia Leistner   | BR Deutschland         |
| 4     | Manuela Ruben      | BR Deutschland         |
| 5     | Anna Kondraschowa  | Sowjetunion            |
| 6     | Kristiina Wegelius | Finnland               |
| 7     | Anna Antonowa      | Sowjetunion            |
| 8     | Janina Wirth       | DDR                    |
| 9     | Sonja Stanek       | Österreich             |
| 10    | Sanda Dubravčić    | Jugoslawien            |
| 11    | Karin Telser       | Italien                |
| 12    | Parthena Sarafidis | Österreich             |
| 13    | Sandra Cariboni    | Schweiz                |
| 14    | Karin Hendschke    | DDR                    |
| 15    | Katrien Pauwels    | Belgien                |
| 16    | Hana Veselá        | Tschechoslowakei       |
| 17    | Agnès Gosselin     | Frankreich             |
| 18    | Li Scha Wang       | Niederlande            |
| 19    | Hanna Gambord      | Dänemark               |
| 20    | Susan Jackson      | Vereinigtes Königreich |
| 21    | Catarina Lindgren  | Schweden               |
| 22    | Elisa Ahonen       | Finnland               |
| 23    | Nora Miklosi       | Ungarn                 |
| 24    | Rosario Esteban    | Spanien                |
|       | Karen Wood (Z)     | Vereinigtes Königreich |

- Z = Zurückgezogen

### Paare
| Platz | Sportler                             | Land                   |
| ----- | ------------------------------------ | ---------------------- |
| 1     | Sabine Baeß / Tassilo Thierbach      | DDR                    |
| 2     | Jelena Walowa / Oleg Wassiljew       | Sowjetunion            |
| 3     | Birgit Lorenz / Knut Schubert        | DDR                    |
| 4     | Weronika Perschina / Marat Akbarow   | Sowjetunion            |
| 5     | Marina Awstrijskaja / Juri Kwaschnin | Sowjetunion            |
| 6     | Babette Preußler / Torsten Ohlow     | DDR                    |
| 7     | Claudia Massari / Leonardo Azzola    | BR Deutschland         |
| 8     | Susan Garland / Robert Daw           | Vereinigtes Königreich |
| 9     | Jana Havlová / René Novotný          | Tschechoslowakei       |
| 10    | Nathalie Tortel / Xavier Douillard   | Frankreich             |
| 11    | Birgit Kuß / Uwe Fischbeck           | BR Deutschland         |
| 12    | Naija Pekkala / Pekka Pekkala        | Finnland               |

### Eistanz
| Platz | Sportler                               | Land                   |
| ----- | -------------------------------------- | ---------------------- |
| 1     | Natalja Bestemjanowa / Andrei Bukin    | Sowjetunion            |
| 2     | Olga Woloschinskaja / Alexander Swinin | Sowjetunion            |
| 3     | Karen Barber / Nicholas Slater         | Vereinigtes Königreich |
| 4     | Marina Klimowa / Sergei Ponomarenko    | Sowjetunion            |
| 5     | Nathalie Hervé / Pierre Béchu          | Frankreich             |
| 6     | Petra Born / Rainer Schönborn          | BR Deutschland         |
| 7     | Wendy Sessions / Stephen Williams      | Vereinigtes Königreich |
| 8     | Isabella Michel / Roberto Pelizzola    | Italien                |
| 9     | Jindra Holá / Karol Foltán             | Tschechoslowakei       |
| 10    | Judit Péterfy / Csaba Bálint           | Ungarn                 |
| 11    | Antonia Becherer / Ferdinand Becherer  | BR Deutschland         |
| 12    | Marianne van Bommel / Wayne Seweyert   | Niederlande            |